# Calamidia warringtonella
Calamidia warringtonella är en fjärilsart som beskrevs av Bethune-Baker 1908. Calamidia warringtonella ingår i släktet Calamidia och familjen björnspinnare. Inga underarter finns listade i Catalogue of Life.